# Axel Jakob De la Gardie
Axel Jakob De la Gardie, född 4 april 1819 på Maltesholms slott i Östra Sönnarslövs socken i Kristianstads län, död där 16 januari 1879, var en svensk greve och militär. Han var drätselkammarens ordförande i Helsingborgs stad åren 1864 till 1874.

## Biografi
Axel Jakob De la Gardie föddes på Maltesholms slott som son till Axel Gabriel De la Gardie, dåvarande landshövding i Kristianstads län, och Christina Gustava Ramel. Han tjänstgjorde som underlöjtnant vid Göta artilleriregemente 1837 och i Wendes artilleriregemente 1838. Han begärde avsked från militärtjänsten 1846. År 1842 ärvde tillsammans med sina syskon en tredjedel av Löberöds slott i Hammarlunda socken i nuvarande Eslövs kommun från sin farbror Jacob De la Gardie, sedan denne avlidit barnlös. Han löste dock ut sina syskon och köpte upp ännu en tredjedel av godset. Han blev därmed ägare till slottet och två tredjedelar av markerna, förutom den tredjedel som tillfallit Etienne De la Gardie. Den 24 augusti 1845 gifte han sig med Malvina von Platen i Vårdinge kyrka i Södermanland.
År 1863 sålde han Löberöds slott till Otto Ramel för 590 000 riksdaler riksmynt (drygt 33 miljoner kronor i dagens penningvärde). Han kom att bosätta sig i Helsingborg där han blev ägare till landerierna Tågaborg och Hamilton House. Efter en brand lät han 1868–1869 uppföra en ny huvudbyggnad för Hamilton House, ritad av Helsingborgs stadsarkitekt Mauritz Frohm. Han blev engagerad i stadens politik och utsågs 1864 till ordförande i stadens drätselkammare, efterträdande överste Osvald J. Toll på posten. De la Gardie innehade ämbetet fram till 1874 och satt under denna tid även i stadsfullmäktige.
Axel Jakob De la Gardie avled på födelsegodset Maltesholms slott, då ägt av brodern Pontus Henrik De la Gardie, den 16 januari 1879 och begravdes i Östra Sönnarslövs kyrka den 23 januari samma år. Hans änka, Anna von Platen, bodde fortsatt i Helsingborg fram till sin död 1901. År 1880 sålde hon Tågaborg till byggmästare Bengt Lundberg, som lät stycka av tomter på markerna och lade grunden för utbyggnaden av nuvarande stadsdelen med namn efter landeriet.